# Saki (imię)
Saki (jap. さき, サキ, 咲) – żeńskie imię japońskie.

## Znane osoby
- Saki Fukuda (沙紀), japońska aktorka i piosenkarka
- Saki Kagami (早紀), japońska aktorka i piosenkarka
- Saki Nakajima (沙樹), japońska seiyū
- Saki Ogawa (紗季), japońska piosenkarka j-popowa
- Saki Shimizu (佐紀), japońska piosenkarka j-popowa
- Saki Sugimoto (早希), japońska siatkarka
- Saki Fujita (咲), japońska seiyū i głos Hatsune Miku

## Fikcyjne postacie
- Saki Akasaka (早紀), bohaterka mangi i anime Mahoraba
- Saki Amano (咲妃), główna bohaterka mangi i anime Kanamemo
- Saki Asami (サキ), bohaterka mangi Puella Magi Kazumi Magica: The Innocent Malice
- Saki Hanajima (咲), bohaterka mangi i anime Fruits Basket
- Saki Hyūga (咲), główna bohaterka anime Futari wa Pretty Cure Splash Star
- Saki Miyanaga (咲), główna bohaterka mangi i anime Saki
- Saki Rōyama (早輝) / Go-On Żółty, bohaterka serialu tokusatsu Engine Sentai Go-onger
- Saki Watanabe (早季), główna bohaterka powieści i anime Shinsekai Yori